# Музыкальная гимназия (Русе)
Музыкальная гимназия (болг. Музикална гимназия, сиротский приют пастора Вангемана) — историческое здание, дом № 33 по улице Борисовой в Русе (Болгария), памятник культуры. В заброшенном здании предполагается создать частный художественно-культурный центр.
Здание было построено в 1900—1901 годах русенской протестантской общиной для немецкой протестантской школы с сиротским домом и детским садом. Средства для строительства предоставили евангелистские общины Русе и Бухареста, русенский пастор Теодор Вангеман несколько раз ездил в Германию и собирал пожертвования. Строительство обошлось в 320 тысяч золотых марок. Четырёхэтажное здание в эклектическом стиле, сочетающем неоклассицизм и неоготику, богато украшенное орнаментами и колоннами, спроектировал архитектор Удо Рибау. Строительством руководил инженер Тодор Тонев, на завершающей стадии — немецкий инженер Мербах.
Немецкая протестантская школа была торжественно открыта 5 октября 1905 года, а в 1909 году преобразована в среднюю бизнес-школу. Школу посещали дети жителей немецкой колонии и видных русенских купеческих семей, сиротский дом принимал детей независимо от сословия и национальности, но воспитывал в протестантском духе. В конце Первой мировой войны, осенью 1918 года, школа была конфискована болгарскими властями как немецкая собственность. Пострадавшее от румынских бомбардировок здание после войны было отремонтировано. Здесь размещались последовательно французская мужская гимназия Св. Иосифа, прогимназия Петра Берона (с 1935), Государственный технологический университет (с 1945), школа трудовых резервов Завода сельскохозяйственных машин и, наконец, музыкальная гимназия. В 1973 году здание объявлено памятником культуры.
Здание было серьёзно повреждено в результате Карпатского землетрясения 1977 года. В 1980-х годах конструкция была усилена, но здание так и осталось заброшенным, до тех пор пока в 2007 году на аукционе его не приобрели братья Бобоковы. Братья должны инвестировать в реконструкцию здания 1 000 000 € и преобразовать его в культурный и художественный центр.
Рядом с музыкальной гимназией находится русенская баптистская церковь.

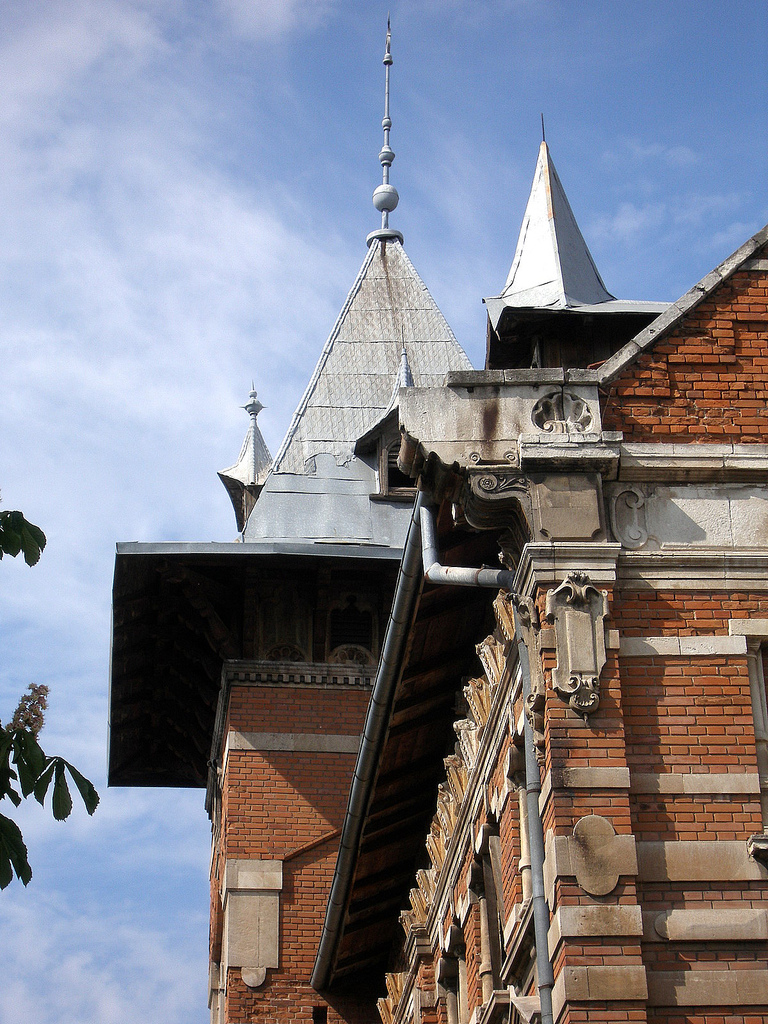
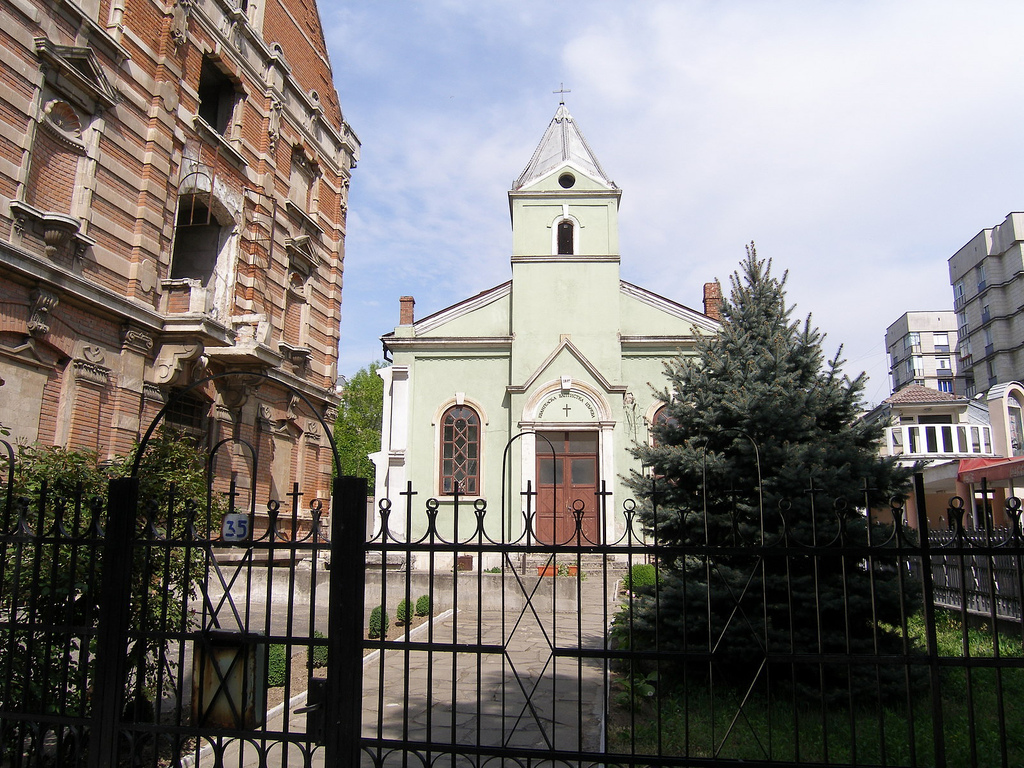
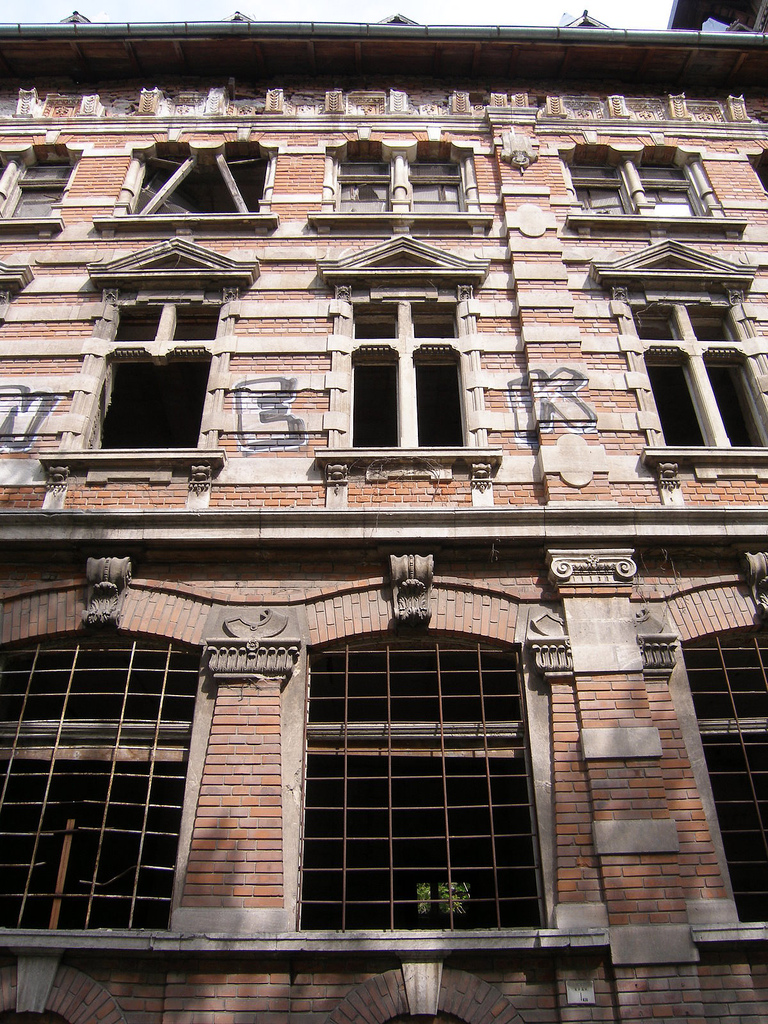